# ديرك فان دير بيرغ
ديرك فان دير بيرغ (بالإنجليزية: Dirk van der Berg)‏ (2 مارس 1967 في جنوب أفريقيا - ) هو لاعب كريكت جنوب أفريقي. لعب مع Free State (cricket team) ‏.

## وصلات خارجية
- ديرك فان دير بيرغ على موقع إي آس بي آن كريك إنفو (الإنجليزية)